# 波特·科林斯
波特·科林斯（英語：Porter Collins，1975年6月27日—），美国男子赛艇运动员。他曾代表美国参加世界赛艇锦标赛，获得三枚金牌。他也参加了1996年和2000年夏季奥运会。